# Баликлибашево
Баликлиба́шево (рос. Балыклыбашево, башк. Балыклыбаш) — село у складі Федоровського району Башкортостану, Росія. Входить до складу Каралачицької сільської ради.
Населення — 161 особа (2010; 185 в 2002).
Національний склад:
- татари — 94%